# That Was Yesterday
That Was Yesterday – ballada rockowa zespołu Foreigner, wydana w 1984 jako singel promujący album Agent Provocateur.

## Treść
Współautor utworu – Mick Jones – powiedział, że Foreigner nie pisało piosenek z przesłaniem, a dotyczące związków i problemów emocjonalnych. Do tej grupy należy także „That Was Yesterday”. Utwór opowiada o związku, który się rozpadł, jednakże podmiot liryczny wierzy, iż istnieje szansa na wskrzeszenie relacji. Jones zauważył, że pisanie tego typu piosenek bywa bolesne, ponieważ wydobywa przykre wspomnienia.

## Teledysk
Teledysk do piosenki wyreżyserował Jim Yukich. Klip jest oparty na występie zespołu na żywo.

## Odbiór
Piosenka została pozytywnie odebrana w mediach branżowych. Redaktorzy AllMusic, „Billboard” i „Indianapolis Star” podkreślili dobre wykorzystanie syntezatora w utworze. Jeff Giles z Ultimate Classic Rock określił „That Was Yesterday” jako jeden z lepszych singli Foreigner.
| Lista             | Pozycja | Źródło |
| ----------------- | ------- | ------ |
| Belgia (Flandria) | 25      | [ 8 ]  |
| Holandia          | 19      | [ 8 ]  |
| Irlandia          | 13      | [ 9 ]  |
| Niemcy            | 31      | [ 8 ]  |
| Polska            | 9       | [ 10 ] |
| Stany Zjednoczone | 12      | [ 2 ]  |
| Szwajcaria        | 29      | [ 8 ]  |
| Wielka Brytania   | 28      | [ 2 ]  |